# Christoph Flach
Christoph Flach (* 26. Juli 1789 in Wetzlar; † 24. September 1861) war ein deutscher Jurist, nassauischer Richter und Präsident des Oberappellationsgerichtes Wiesbaden.

## Leben
Christoph Flach war der Sohn eines Juristen und studierte 1807 bis 1809 Rechtswissenschaften in Gießen bei Grolman und Jaup. 1809 wurde er Assessor beim Amt Montabaur. Ab November 1811 begleitete er den nassauischen Gesandten von Fabricius nach Paris. 1813/14 war er als Leutnant Teilnehmer der Befreiungskriege.
1817 wurde er Amtmann im Amt Langen-Schwalbach und 1822 im Amt Nastätten. 1823 wurde er Rat beim Hofgericht Wiesbaden und 1836 Rat beim Oberappellationsgericht Wiesbaden. 1842 rückte er zum Direktor des Hofgerichtes in Wiesbaden auf. Im Jahr 1844 wurde er durch die Universität Gießen zum Dr. promoviert.
Christoph Flach leitete nach der Märzrevolution 1849 das Assisengericht gegen die demokratischen Führer des Idsteiner Demokratenkongresses wie Karl Schapper und Julius Oppermann. 1854 wurde er Präsident des Hofgerichtes Wiesbaden und 1859 Präsident des Oberappellationsgerichtes Wiesbaden.